# Shurahbil ibn Hasana
Abū ʿAbd Allāh Shuraḥbīl ibn Ḥasana (arabe : شُرَحبيل بن حسَنة) (571 ou 573–639) est sahaba (compagnon du prophète de l'islam Mahomet), parmi les premiers à se convertir à l'islam, et un important commandant de l'armée des Rachidoune (en) lors de la conquête musulmane du Levant.

## Biographie

### Jeunesse
Le père de Shurahbil est un certain Abd Allah ibn Mu'ta ibn Amr, membre de la tribu arabe des Kindah. Shurahbil est nommé d'après sa mère, Hasana. Grâce aux mariages suivants de sa mère, il est connecté aux clans qoreychites Zuhra et Jumah de La Mecque. 
Shurahbil se convertit tôt à l'islam et est compté parmi les sahaba (compagnons) du prophète Mahomet. Il prend part à la seconde migration des musulmans (en) vers l'Abyssinie depuis la Mecque pour fuir les persécutions menées par les Qoreychites païens.

### Carrière militaire

#### Batailles du vivant de Mahomet et guerres de la Ridda
Shurahbil participe plus tard aux raids contre les Arabes païens. Après la mort de Mahomet en 632, de nombreuses tribus arabes ayant adopté l'islam quittent la foi et désertent l'État musulman naissant. En réponse, le calife Abou Bakr (règne de 632 à 634) lance les guerres de la Ridda à travers l'Arabie pour soumettre ces tribus. Pendant ces guerres, Shurahbil combat du côté des musulmans comme commandant en second de Khalid ibn al-Walid dans la bataille d'Aqraba ou d'al-Yamama au centre du Nedj.

#### Conquête du Levant

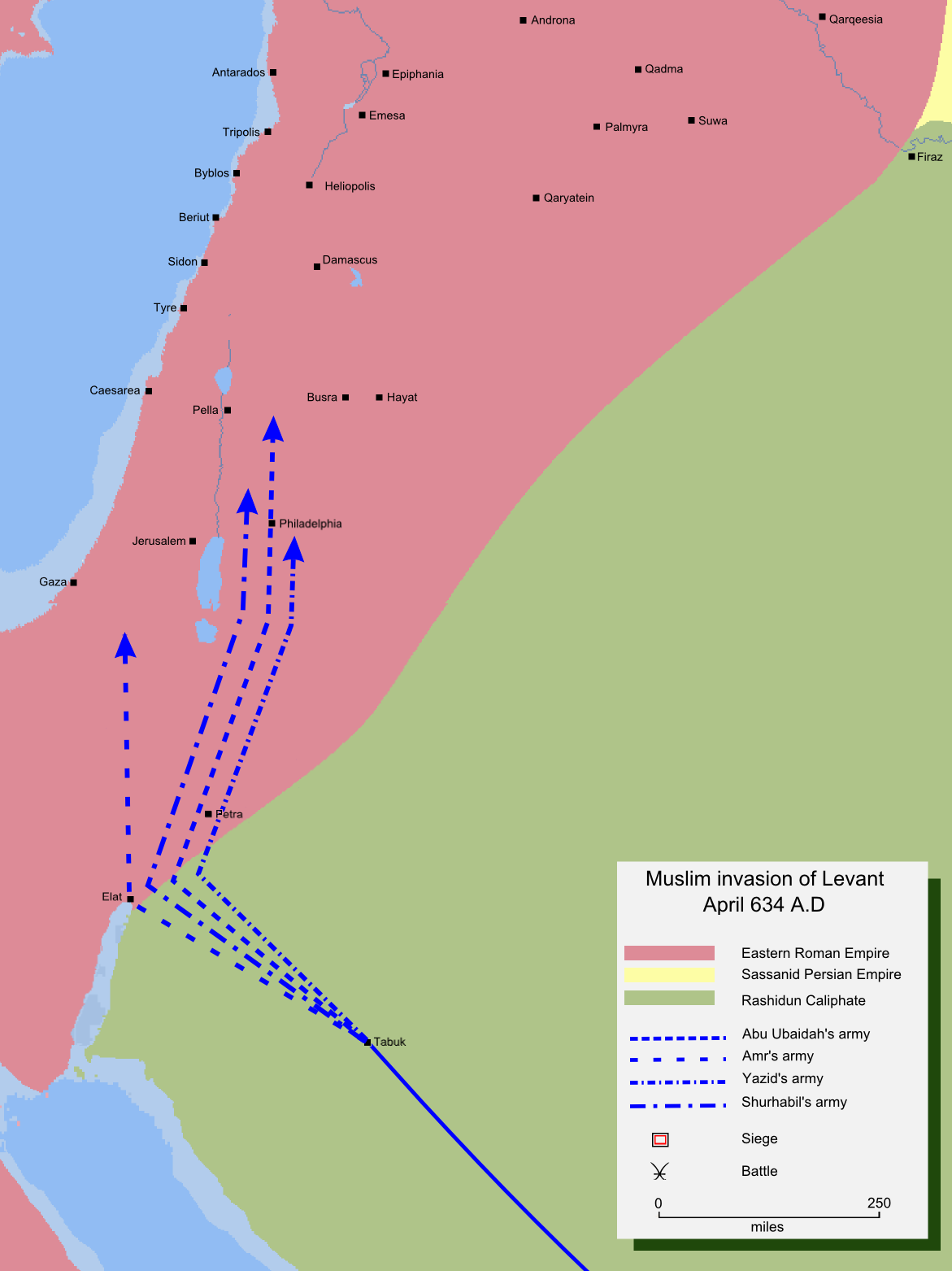
Chemin de l'armée de Shurahbil en Palestine.

Après la victoire musulmane dans les guerres de la Ridda, Shurahbil est nommé commandant de l'une des quatre armées envoyées capturer le Levant à l'Empire byzantin et ses alliées chrétiens arabes,. Son armée est forte de 7 000 hommes et opère dans le territoire correspondant à la province byzantine Palaestina Secunda. Peu de détails sur les campagnes de Shurahbil sont connus. Sa première affectation dans la région correspondant à l'actuelle Jordanie du sud, peut-être pour surveiller les tribus Quda'a (en) qui ont adopté, rompu puis se sont réconciliés avec le jeune État musulman basé à Médine lors des années précédentes. D'après les histoires d'Ibn Ishaq et d'al-Waqidi, Shurahbil participe au siège de Bosra conduit par Khalid ibn al-Walid en mai 634, première ville syrienne majeure à être conquise par les musulmans.
Plus tard, en juillet, Shurahbil seconde Amr ibn al-As à la bataille d'Ajnadayn, entre Ramla et Bayt Jibrin, face aux Byzantins qui se solde sur une victoire décisive des musulmans au prix d'importantes pertes. Les musulmans poursuivent alors les Byzantins vers le nord et les défont à nouveau à la bataille de Fahl en décembre 634/janvier 635, où Shurahbil est à nouveau commandant en second. D'après l'historien du VIIIe siècle Sayf ibn Umar, Abu Ubayda laisse Shurahbil et ibn al-As en charge de Fahl (Pella), avant d'assiéger Beit She'an qui se rend finalement après plusieurs jours et quelques affrontements mineurs. Shurahbil joue probablement un rôle important dans la capture de Gérase et du région du Golan à la fin de l'année 634 début 635.
Après la mise en déroute de l'armée byzantine de l'empereur Héraclius à la bataille du Yarmouk, Shurahbil est chargé de la conquête du nord Palestine,. Il parvient à prendre la région, à l'exception de Césarée, qui sera prise par d'autres généraux musulmans après un siège de plusieurs années.

### Mort

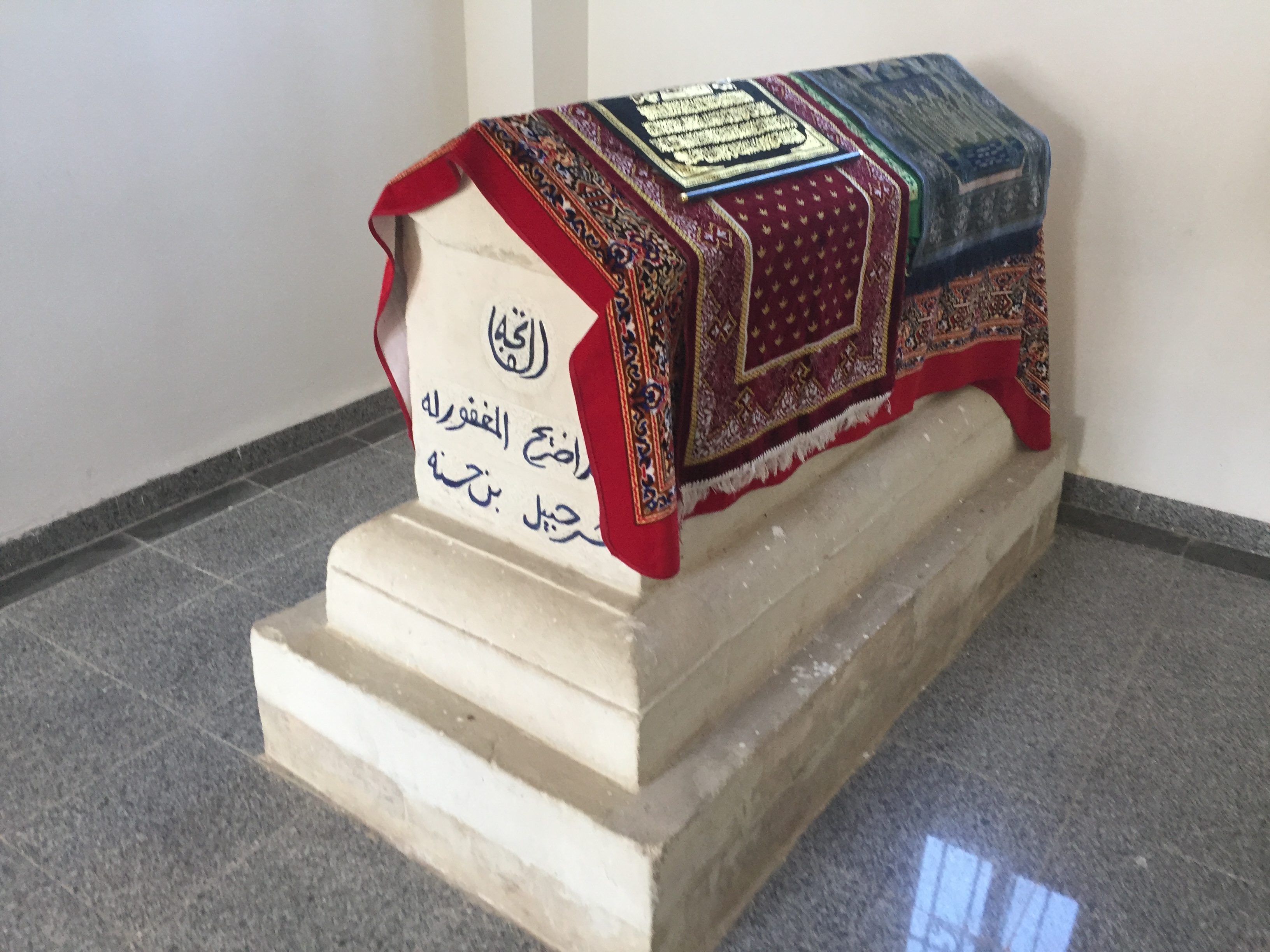
Sanctuaire de Shurahbil ibn Hasana, en Jordanie.

Shurahbil meurt en 639 de la peste d'Emmaüs (peste d'Amwas en arabe) en Palestine centrale, avec l'un des autres principaux commandants musulmans, Yazid ibn Abi Sufyan. D'après l'historien du IXe siècle al-Balâdhurî, il est âgé de 69 ans à sa mort, alors que pour l'historien du XIIIe siècle Ibn al-Athîr, il serait âgé de 67 ans.